# Szczucin (gmina)
Szczucin est une gmina mixte du powiat de Dąbrowa, Petite-Pologne, dans le sud de Pologne. Son siège est la ville de Szczucin, qui se situe environ 16 km au nord de Dąbrowa Tarnowska et 85 km à l'est de la capitale régionale Cracovie.
La gmina couvre une superficie de 119,83 km2 pour une population de 13 369 habitants.

## Géographie
Outre la ville de Szczucin, la gmina inclut les villages de Borki, Brzezówka, Czajków, Dąbrowica, Delastowice, Kąty, Kępa, Łabuzówka, Laskówka Delastowska, Lechówka, Łęka Szczucińska, Lubasz, Maniów, Podlesie, Podradwanie, Radwan, Rynek, Skrzynka, Słupiec, Suchy Grunt, Świdrówka, Wieżyce, Wola Szczucińska, Zabrnie, Zakępie, Zalesie et Załuże.
La gmina borde les gminy de Czermin, Dąbrowa Tarnowska, Łubnice, Mędrzechów, Pacanów, Radgoszcz et Wadowice Górne.